# Sint-Maartenskerk (Valjala)
De Sint-Maartenskerk is een lutherse kerk gelegen in de Estse plaats Valjala op het eiland Saaremaa. Ze wordt beschouwd als mogelijk de oudste overlevende kerk in Estland. De kerk heeft historische betekenis en vertoont architecturale kenmerken die teruggaan tot de 13e eeuw.
Het exterieur van de kerk kenmerkt zich door de westgevel, voorzien van blinde bogen en een fijn gebeeldhouwd, oorspronkelijk romaans portaal. De massieve muren, gebouwd tussen 1240 en 1270, tonen smalle, hoge gekoppelde ramen. De apsis, hoogstwaarschijnlijk gebouwd na 1345, heeft een veelhoekige vorm en wordt ondersteund door buttresses. De kerktoren, hoewel niet origineel, werd vermoedelijk gebouwd in opeenvolgende stappen van de 14e tot de 16e eeuw.
Binnen in de kerk domineren gewitte hoge gewelfde koepels het interieur. De doopvont is opvallend als een van de oudste stukken uitgesneden steenwerk in Estland, met romaanse beeldhouwwerken. De kerk herbergt twee barokke gebeeldhouwde epitafen uit 1664 en 1667, evenals een orgel uit 1888, vervaardigd door Gustav Normann.